# Stefan Matuschek
Stefan Matuschek (* 30. Dezember 1962 in Münster) ist ein deutscher Literaturwissenschaftler und Präsident des Vereins Goethe-Gesellschaft in Weimar e. V.

## Leben
Von 1982 bis 1988 studierte Stefan Matuschek Germanistik, Romanistik und Philosophie in Münster und Frankreich. Nach der Promotion 1990 und der Habilitation 1996 an der Universität Münster (venia legendi für Neuere deutsche Literatur und Vergleichende Literaturwissenschaft) ist er seit 1996 Professor für Neuere deutsche Literaturwissenschaft an der Friedrich-Schiller-Universität Jena. Seit 2018 ist Stefan Matuschek Sprecher des DFG-Graduiertenkollegs Modell Romantik. Seit 2019 ist Stefan Matuschek ehrenamtlich Präsident des Vereins Goethe-Gesellschaft in Weimar e. V.

## Schriften (Auswahl)
- Über das Staunen. Eine ideengeschichtliche Analyse. Tübingen 1991, ISBN 3-484-18116-8.
- Literarische Spieltheorie. Von Petrarca bis zu den Brüdern Schlegel. Heidelberg 1998, ISBN 3-8253-0763-8.
- Friedrich Schiller: Über die ästhetische Erziehung des Menschen in einer Reihe von Briefen. Kommentar. Frankfurt am Main 2009, ISBN 978-3-518-27016-5.
- mit Christoph Jamme: Handbuch der Mythologie. Darmstadt 2017, ISBN 3-8053-5098-8.
- Der gedichtete Himmel. Eine Geschichte der Romantik. München 2021, ISBN 978-3-406-76693-0.
- Höflichkeit und schöner Schein. Glücksoase und Fata Morgana. Kassel 2025, ISBN 978-3-933332-26-4.

## Belege
1. ↑   Graduiertenkolleg Modell Romantik

| Personendaten    | Personendaten                      |
| ---------------- | ---------------------------------- |
| NAME             | Matuschek, Stefan                  |
| KURZBESCHREIBUNG | deutscher Literaturwissenschaftler |
| GEBURTSDATUM     | 30. Dezember 1962                  |
| GEBURTSORT       | Münster                            |